# Catholic University of Eastern Africa
De Katholieke Universiteit van Oostelijk Afrika (Engels: Catholic University of Eastern Africa, afgekort CUEA) is een privé-universiteit in Nairobi, de hoofdstad van Kenia, met een sterk katholieke grondslag. De filosofie van de universiteit benadrukt "de vrije zoektocht naar de waarheid over de natuur, de mensheid en God". Het instituut werd opgericht in 1984 en heeft als motto 'Heilig hen door de waarheid', afkomstig uit Johannes 17:17. De huidige rector van de universiteit is aartsbisschop Tarcisio Ziyaye, maar ze staat onder de dagelijkse leiding van dr. Pius Rutechura.
De universiteit komt voor in de rankings als de nummer 11 universiteit van Kenia, nummer 198 van Afrika en nummer 10198 van de wereld, en is lid van de Vereniging van Universiteiten van het Gemenebest, de Vereniging van Afrikaanse Universiteiten en de Internationale Vereniging van Universiteiten.

## Geschiedenis
De CUEA begon in 1984 onder de naam Catholic Higher Institute of Eastern Africa (CHIEA) en was opgericht door de Association of Member Episcopal Conferences of Eastern Africa (AMECEA), een kerkelijke organisatie waar de Afrikaanse landen Eritrea, Ethiopië, Kenia, Malawi, Soedan, Tanzania, Oeganda, Djibouti, Somalië en Zambia lid van zijn. Op 2 mei 1984 kreeg de CHIEA toestemming van de Congregatie voor de Katholieke Opvoeding om een tweejarige studie theologie aan te bieden. Op 3 september van hetzelfde jaar werd de instelling geïnaugureerd door bisschop Madaldo Mazombwe, de toenmalige voorzitter van de AMECEA.
Een jaar later, op 18 augustus 1985, opende paus Johannes Paulus II de CHIEA officieel. In 1989 werd de faculteit sociale wetenschappen geopend, en na onderhandelingen met de Commissaris voor Hoger Onderwijs van Kenia werd de CHIEA officieel een private universiteit. Vanaf dat moment draagt het dan ook de naam The Catholic University of Eastern Africa. In de jaren die daarop volgden, werd de universiteit verder uitgebreid tot haar huidige proporties. In 2009 werden twee nieuwe campussen geopend: in Eldoret en in Kisumu.

## Organisatie
De CUEA bestaat uit zes faculteiten, twee instituten, één departement, één centrum en twee schools.

### Faculteiten
- Faculteit sociale wetenschappen
- Faculteit theologie
- Faculteit educatie
- Faculteit wetenschap
- Faculteit handel
- Faculteit rechtsgeleerdheid

### Instituten
- Instituut voor canoniek recht
- Instituut voor regionale integratie en ontwikkeling

### Departementen
- Departement bibliotheek en informatica

### Centra
- Centrum voor sociale rechtvaardigheid en ethiek

### Schools
- School voor continuering van professionele ontwikkeling
- School for graduate studies

## Faciliteiten
De CUEA heeft een eigen universiteitsbibliotheek, een auditorium en een centrum voor e-conferenties. Ook is er een aantal sportfaciliteiten, onder andere voor volleybal, basketbal, voetbal, (tafel)tennis en poolbiljart. Daarnaast beschikt de universiteit over zijn eigen ziekenhuis waar simpele medische hulp wordt gegeven en eerste hulp toegediend kan worden.

## Alumni
Een bekende alumna van de CUEA is:
- Stella Kilonzo[11], African Development Bank